# Tatsuya Morita
Tatsuya Morita (jap. 守田 達弥 Morita Tatsuya; ur. 3 sierpnia 1990) – japoński piłkarz występujący na pozycji bramkarza. Obecnie występuje w Albirex Niigata.

## Kariera klubowa
Od 2009 roku występował w klubach Kyoto Sanga FC, Kataller Toyama i Albirex Niigata.